# Angermünde
Angermünde (API: /aŋɐˈmʏndə/) este un oraș din Germania, statul Brandenburg, situat în apropierea lacului Mündesee, la 68 km de Berlin.

## Galerie de imagini

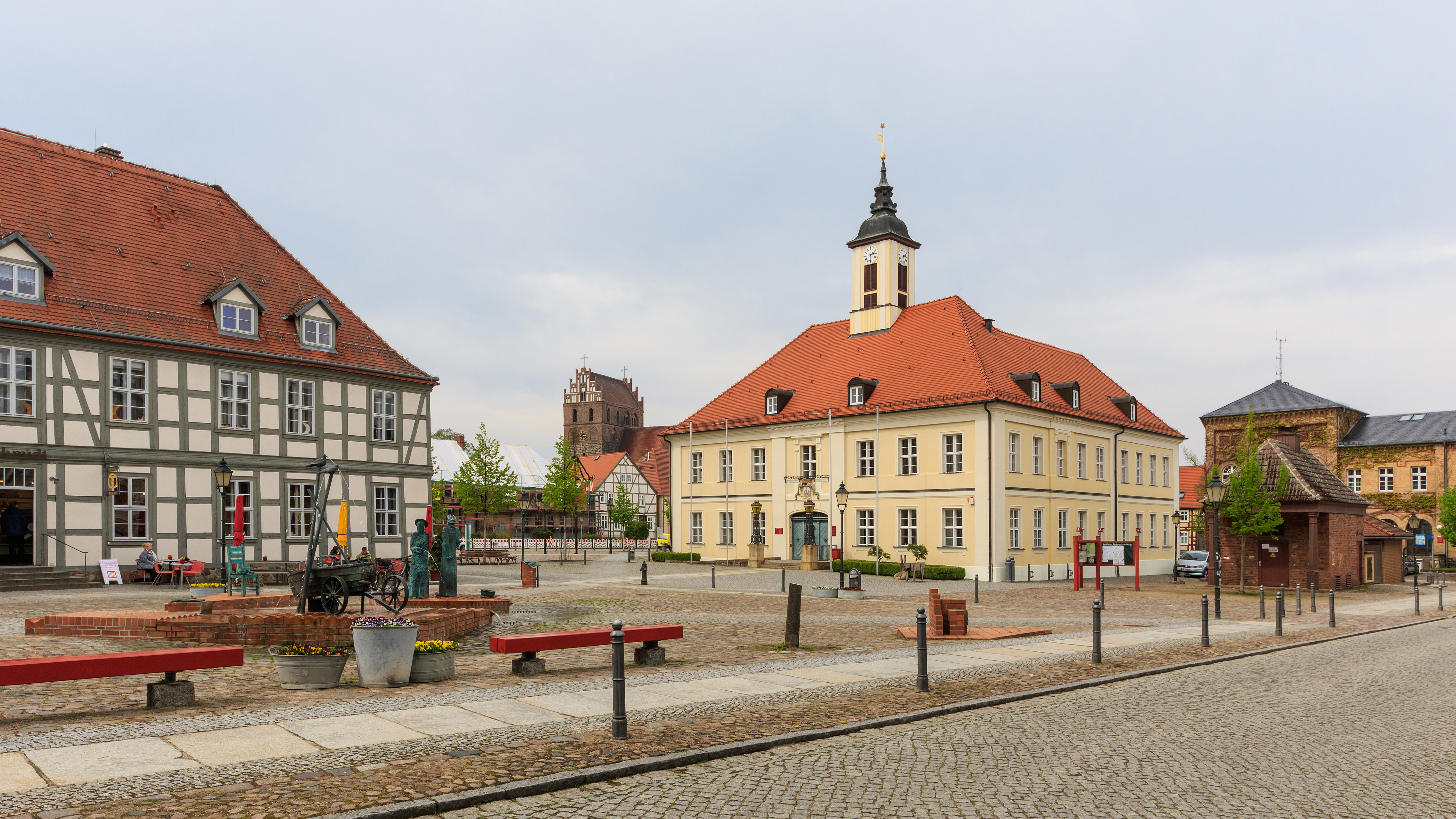
Angermünde (centrul)
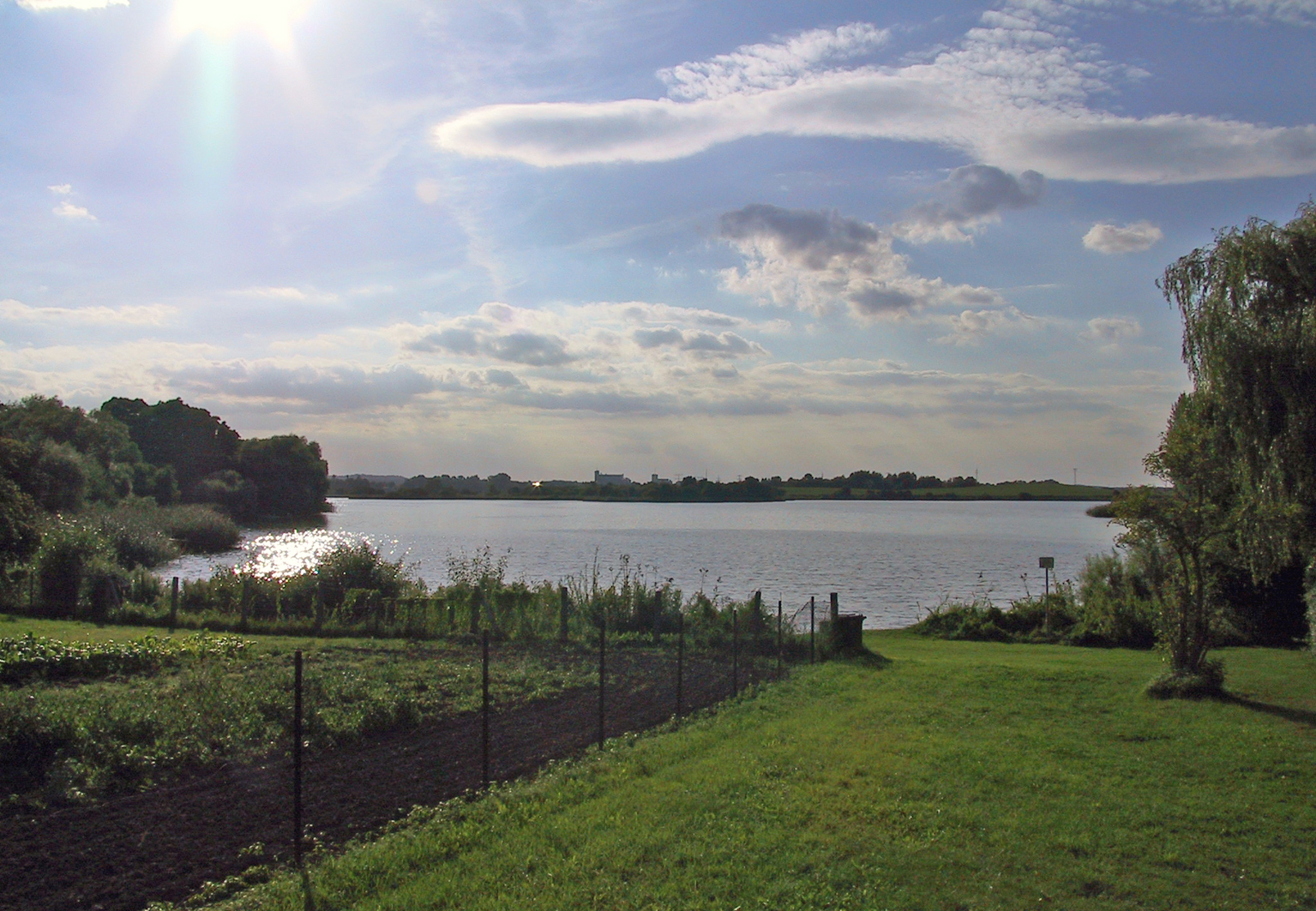
Angermünde (lacul Mündesee)